# Valchov
Valchov település Csehországban, a Blanskói járásban. Valchov Boskovice, Žďárná, Velenov, Ludíkov és Újezd u Boskovic településekkel határos. Lakosainak száma 456 fő (2024. január 1.).

## Népesség
A település lakosságának változását az alábbi diagram mutatja:
| Lakosok száma | 387  | 415  | 411  | 465  | 425  | 464  | 462  | 451  | 445  | 456  |
|               | 1869 | 1900 | 1921 | 1961 | 1980 | 2011 | 2016 | 2019 | 2021 | 2024 |